# 蒙古花蟹蛛
蒙古花蟹蛛（学名：Xysticus mongolicus）为蟹蛛科花蟹蛛属的动物。其种加词“mongolicus”意为“蒙古的”。分布于蒙古、俄罗斯以及中国大陆的内蒙古、新疆、四川等地，一般生活于棉田以及稻田。该物种的模式产地在内蒙古。